# Paulus Stephanus Cassel
Paulus Stephanus (ursprungligen Selig) Cassel, född den 27 februari 1821 i Glogau, Schlesien, död den 23 december 1892 i Friedenau nära Berlin, var en tysk teolog och arkeolog. Han var bror till David Cassel.
Cassel, som hade judiska föräldrar, övergick 1855 till kristendomen. Han valdes 1866 till medlem av preussiska deputeradekammaren och blev 1867 predikant vid Kristuskyrkan i Berlin. År 1891 lämnade han denna predikantbeställning. Cassel utövade en ovanligt omfattande skriftställarverksamhet inom teologi, mytologi, sagohistoria och symbolik. Han utgav bland annat en judafolkets historia från Jerusalems förstöring till 1847, kommentarer till Domarboken, Ruts och Esters bok, andaktsböcker och apologetiska skrifter, stridsskrifter mot antisemitismen, vidare Magyarische Alterthümer (1848), Von Warschau bis Olmütz (1851), Eddische Studien (1857), Weihnachten, Ursprung, Bräuche und Aberglauben (1862) och Deutsche Reden (1871) med flera. Åren 1875–1889 utgav han den teologiska veckoskriften Sunem.